# Honoré de Balzac
Honoré de Balzac (Tours, 1799. május 20. – Párizs, 1850. augusztus 18.) francia regényíró, a francia realista regény megteremtőinek egyike, neve a világirodalom legjelentősebb alakjai között szerepel.

## Világirodalmi jelentősége
„Ha a töméntelen történet közül csak a Goriot apót, a César Birotteau-t, az Elveszett illúziókat és az Eugénie Grandet-t írta volna meg, akkor is vele kellene kezdeni a realista regény történetét. Holott még a kisebb elbeszélések között is akad páratlan remekmű” – olvashatjuk a Világirodalom Arcképcsarnokában az íróról.
„Semmi más nem érdekli e kor emberét, csak a pénz, még a festészet is szívesen ábrázol pénzügyi témákat: elzálogosítást, csődöt, szerencsejátékot a házalót és batyuját, Comte pedig a bankárokat helyezi utópikus államának világi kormánya élére. A pénz hatalmának himnuszát és a homéroszi eposzt viszont Balzac énekelte meg. Nála minden a pénz körül forog, ő a hőse valamennyi művének, valóságos pénzkórság szállta meg valamennyi alakját és őt magát is. ... Műveiben alig akad olyan fejezet, ahol ne surrognának számok, esélyek, árak, percentek, hozományok, örökségek, tranzakció és perek... Balzac maga egész életén át a legképtelenebb vállalkozásokba fogott, melyek kivétel nélkül kudarcba fúltak: volt közöttük ananászültetvény, könyvnyomda, betűöntöde, francia klasszikusok olcsó kiadásban, kísérletezés egy új papírmasszával, a szardíniai ezüstbányák kiaknázása, elásott kincsek felkutatása a Szajna mentén. ...Balzac alkimista aki a titkot varázsversikékkel igyekszik kicsalni, retortákkal igyekszik kipréselni, stratéga, aki zseniális sakkhúzásokkal cserkészi be a misztériumot. Igazságai nem Isten által sugallt próféciák (nincs már neki Istene), hanem az energia, a kalkulus, a tudomány, a szívós földalatti bányamunka diadalai. Tizenhat, sőt huszonhárom órát dolgozott a napból, zárt zsalugáter és gyertyafény mellett ... s hozzá, mint Voltaire, kannaszám hörpölte a kávét. ... Voltaire arisztokrata, Balzac plebejus, és részben éppen ez teszi naggyá. Hiszen éppen plebejus tulajdonságai – bivalyéhoz hasonló életereje, mentessége a gátlásoktól, született bizalmatlansága és nehéz sorsa révén megedződött érzékei tették képessé arra, hogy olyan ábrázolója legyen az életnek, amilyet addig még nem látott a világ. ..." (az írót érintő részlet – Egon Friedell: Az újkori kultúra története – ford. Vas István, Adamik Lajos)

## Életrajza
Ősei dél-franciaországi parasztok voltak, családja valószínűleg okcitán származású, amely közelebbi rokonságban a katalánokkal áll. Apja Bernard-François Balssa hadtáptisztként a császárság idején vagyonra tett szert. (A Balssa az okcitán nyelvben balzsamot jelent). Az író nagybátyja Louis Balssa megölt egy lányt annak idején, ezért kivégezték. Apja Bernard-François megváltoztatta így nevüket Balzacra, később önkényesen odafűzte a nemesi eredetre utaló de szócskát, s kisajátított magának egy régi nemesi címert is. Édesanyja Anne-Charlotte-Laure Sallambier sosem szerette a fiatal Honorét. A lányt szülei kényszerítették hozzá a nála több mint két évtizeddel idősebb Bernard-François-hoz. Honoré a „házastársi kötelességből született gyerek” volt csupán. A fiatal asszony azonban később viszonyt folytatott egy ezidáig ismeretlen férfival, akitől egy másik fia is született, Henri, aki mint „szerelemből fogant gyermek” anyja kedvence volt. Honoré az igazságot mindig is sejtette, sőt később meg is bizonyosodhatott arról, hogy Henri csupán a féltestvére.
Részben családon kívül nevelkedett. 1807-1813 között bentlakóként az oratoriánusok vendôme-i kollégiumában tanult, majd szülei kívánságára beiratkozott a jogra. 1819-ben, félbehagyott jogi tanulmányok után írnok lett. Irodalmat hallgatott a Sorbonne-on, de tudományos előadásokra is járt. Verses tragédiákat kezdett írni. Álnevek alatt, megélhetési célból kb. harminc romantikus ponyvaregényt publikált. Betűöntödét alapított, ebbe a vállalkozásba belebukott. 1829-ben sikert aratott A házasság fiziológiája című könyve, és ugyanekkor jelent meg a Huhogók című történelmi regénye. 1832-ben komoly közönség-, egyszersmind kritikai sikert ért el első fő műve, A szamárbőr (Le peau de chagrin). Két év múlva adta ki a Goriot apót, amelyben először alkalmazta a visszatérő szereplők rendszerét. Ezeknél is ismertebb lesz A harmincéves asszony című műve. 1834-től kezdett kialakulni a nagy regényfolyam, az Emberi színjáték (Comédie Humaine) terve: ebben visszatérő szereplők lettek, és erősen vagy lazábban a ciklus minden regényének cselekménye összefüggött. Birtokot vásárolt, különböző nagyravágyó, általában sikertelen gazdasági tervei voltak. Napi 16 órát dolgozott, rendszeresen egész éjjel írt, rendkívüli regényírói termékenységének egyik közvetlen fő oka: hatalmas adósságai voltak.
1842-ben meghalt külföldi levelezőpartnerének és szerelmének, Hanska grófnőnek a férje, egy lengyel földbirtokos. Ekkor meglátogatja Madame de Hanskát, és a grófnő ukrajnai birtokán is hosszabb időt töltenek. 1848-ban felhagy az írással. Ukrajnába utazik, ahol 1850-ben feleségül veszi Madame Hanskát. A Francia Akadémia (Académie Française) elutasítja felvételét. Nem sokkal esküvője után súlyos látásromlás állt be nála, mely valószínűleg cukorbetegség szövődménye. A rendkívül erőltetett életmód és munkatempó következtében rohamos gyorsasággal leépült. Az év augusztusában meghalt egy igen súlyos hashártyagyulladás következtében.
Balzacról köztudott, hogy nem volt vonzó férfi, sőt züllött életmódja egyenesen sokat rontott külsején. Azonban számos szeretője volt; rendkívül csapodárnak bizonyult. A nők leginkább írói tehetsége miatt bálványozták, ám később Balzacnak ez inkább teher volt, mert úgy látta, hogy pusztán csak a híres embert szerették benne, és nem a férfit.

## Művei
Balzac remekül írt, de némi kivetnivaló akad azért bennük. Az első szempont Balzac gyakori íráshibái, a helyesírás már az iskolái során is nehezére esett. A másik, hogy a ma olvasott regényei közül többet átírt az első megjelenése után. Ennek oka, hogy állandóan pénzszűkében volt és gyorsan kellett dolgoznia, ezért kevés ideje volt a minél jobb kidolgozásra.

Balzac,1841-ben Emberi színjáték gyűjtőcímű, 95 (kilencvenöt!) hosszabb-rövidebb regényt és elbeszélést tartalmazó epikai folyamának előbb a Társadalmi tanulmányok címet adta. Ezen belül három ciklusba rendezte regényeit: Erkölcsi tanulmányok, Filozófiai tanulmányok és Elemző tanulmányok.
A gyűjtőcímek megtévesztők: regényei (és általában a prózairodalom) céljának a „társadalmi élet törvényszerűségei”, valamint az emberi szenvedélyek tudományos igényű pontos ábrázolását tartotta.
- Az Erkölcsi tanulmányok alciklusai (mindegyik több, esetenként tucatnyi regényt tartalmaz):

### Jelenetek a magánéletből (Scènes de la vie privée)
- A Labdázó Macska Háza (Maison du chat-qui-pelote, 1829)
- A harmincéves asszony (La Femme de trente ans, 1834)
- Gobseck (Gobseck, 1830)
- Goriot apó (Le Père Goriot, 1834)
- Chabert ezredes (Le Colonel Chabert, 1835)
- Béatrix (1837–42)
- Modeste Mignon (1844)
- Albert Savarus (1842)
- Az élet iskolája (Un début dans la vie)
- A szép Impéria házassága (La belle Impéria)

### Jelenetek a vidéki életből(Scènes de la vie de province)
- A toursi plébános (Le Curé de Tours, 1832)
- Eugénie Grandet (1833)
- Elveszett illúziók (Illusions perdues, 1836–1843)
- Veszélyes örökség (Ursule Mirouet, 1840)
- A kalandor (La Rabouilleuse)
- A megye múzsája (La Muse de département)
- A vénlány (La vieille fille)
- A Régiségtár (Le Cabinet des Antiques)

### Jelenetek a párizsi életből (Scènes de la vie parisienne )
- Ferragus (Ferragus)
- Langeais hercegnő (La Duchesse de Langeais)
- Az aranyszemű lány (La fille aux yeux d'or)
- César Birotteau nagysága és bukása (Histoire de la grandeur et de la décadence de César Birotteau 1837 )
- Kurtizánok tündöklése és nyomorúsága (Splendeurs et misères des courtisanes, 1838, (Werdet), 1844–1846, (Furne))
- Betti néni (La Cousine Bette, 1846)
- Pons bácsi (Le Cousin Pons, 1847)
- A Nucingen ház (La Maison Nucingen, 1838)
- Hivatalnokok (Les employés)
- Kispolgárok (Les petites bourgeoises)

### Jelenetek a politikai életből (Scènes de la vie politique )
- A homályos ügy (Une ténébreuse affaire)
- Az arcisi képviselő (Le député d'Arcis)

### Jelenetek a katonai életből (Scènes de la vie militaire )
- A huhogók (Les Chouans, 1829)

### Jelenetek a falusi életből (Scènes de la vie de campagne )
- Parasztok (Les paysans, 1844)
- A vidéki orvos (Le médecin de campagne, 1832)
- A falusi plébános (Le curé de village, 1838)
- A völgy lilioma (Le lys dans le vallée, 1834)

### Filozófiai tanulmányok (Études philosophiques)
- A szamárbőr (La peau de chagrin, 1831)
- Az alkimista (La recherche de l'Absolu, 1834)
- Catherine sur Médicis (Medici Katalin 1842)
- Louis Lambert (Louis Lambert, 1833)
- Seraphita (Séraphita, 1834)
- Az ismeretlen remekmű (Le chef d'oeuvre inconnu, 1831)
- A Vörös Vendégfogadó (L'Auberge Rouge, 1830)

### Elemző tanulmányok
- A házasság fiziológiája (Le physiologue de marriage, 1829)

## Egyik híres mondása
„Az írónak azt a célt kell maga elé tűznie, hogy erkölcsileg megjavítsa a maga korát, máskülönben csak hiú mulattatója az embereknek.”

## A Balzac-életmű Magyarországon

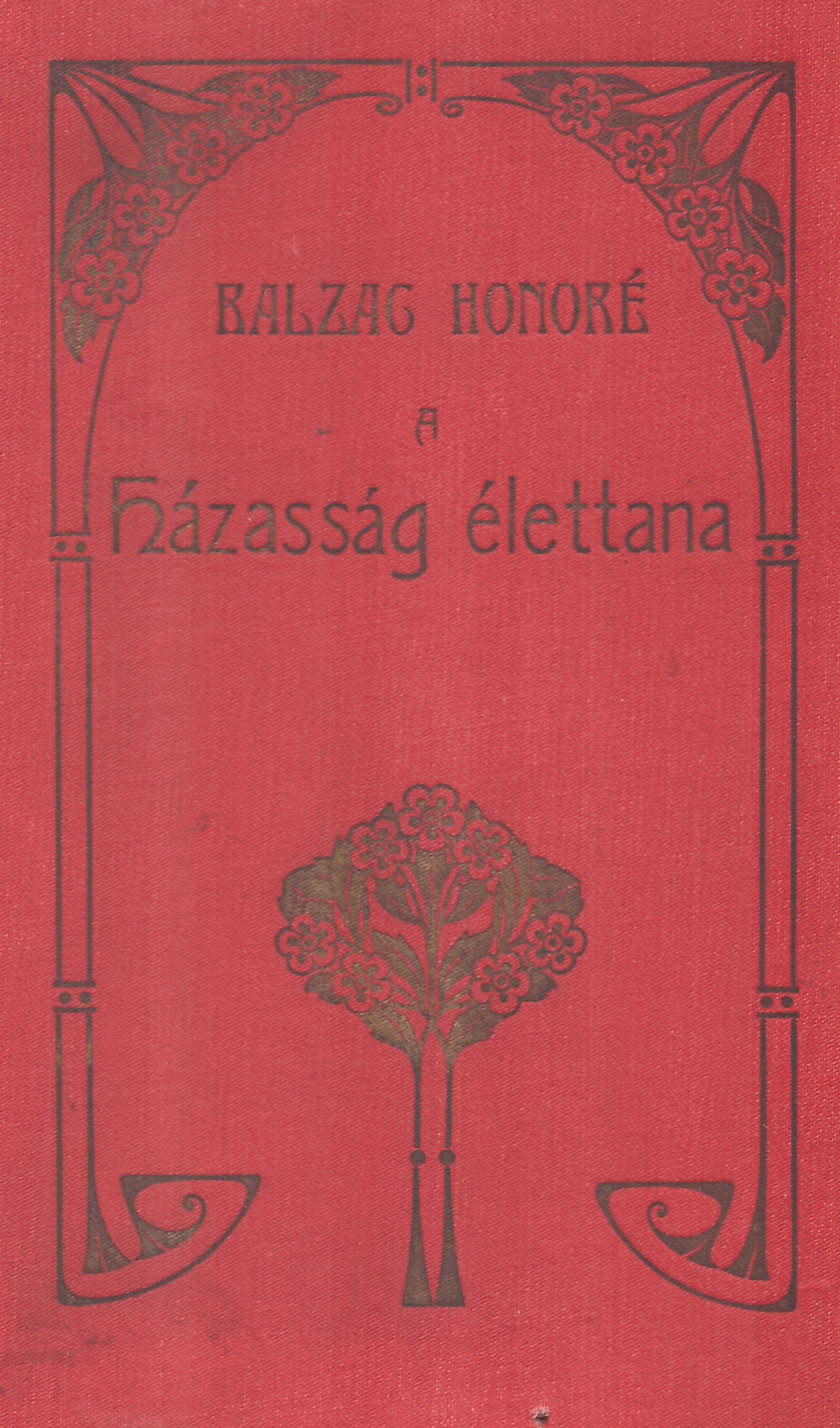
A házasság élettana (1907-es kiadás)

Műveinek legteljesebb magyar kiadása 1962 és 1964 között jelent meg tíz kötetben a Magyar Helikon Kiadónál Emberi színjáték címmel.

### 1919-ig
- Grandet Eugénia. 1-2.; ford. Jakab István; Hartleben, Pest, 1843 (Külföldi regénytár)
- Grandet Eugénia; ford. Toldy László; Franklin, Bp., 1883
- Honoré Balzac elbeszéléseiből; ford. Béri Géza, Béri Gyula, bev. Béri Géza; Franklin, Bp., 1895 (Olcsó könyvtár)
- A harmincz éves asszony. Regény, 1-2.; ford. Szalai Emil; Athenaeum, Bp., 1899 (Az Athenaeum olvasótára)
- A harminczéves asszony; Sachs és Pollák, Bp., 1900 (Irodalmi szecesszió)
- Goriot apó / Grandet Eugénia; ford. Korányi Frigyes, Hevesi Sándor, bev. Ambrus Zoltán; Révai, Bp., 1904 (Klasszikus regénytár)
- Betti néni; ford. Salgó Ernő; Révai, Bp., 1906 (Klasszikus regénytár)
- Goriot apó. Jelenetek a párizsi életből; ford. Gábor Andor; Lampel, Bp., 1909 (A világirodalom klasszikus regényei)
- Álarcos szerelem. Regény; ford. Zoltán Vilmos; Athenaeum, Bp., 1911 (Modern könyvtár)
- A szamárbőr; ford. Harsányi Kálmán; Athenaeum, Bp., 1911 (Athenaeum könyvtár)
- Gobseck; ford. Aranyossy Pál; Tevan, Békéscsaba, 1912
- Chabert ezredes; ford. Mikes Lajos; Athenaeum, Bp., 1913 (Modern könyvtár)
- Az elegáns élet fiziológiája; ford. Balla Ignác; Révai, Bp., 1913 (Világkönyvtár)
- A vörös korcsma; ford. Bölöni György; Népszava, Bp., 1918 (Világosság-könyvtár)
- Igön fura kis istóriák; ford. Geyza deák [Laczkó Géza]; Nyugat, Pest, 1918
- Cesar Birotteau; Athenaeum, Bp., 1918 (Athenaeum könyvtár)
- Henorine. Regény; ford. Sztrókay Kálmán; Biró Ny., Bp., 1918 (A Kultúra regénytára)
- Két elbeszélés / Sarrasine / Facino Cane; ford. Kosztolányi Dezső; Athenaeum, Bp., 1919 (Modern könyvtár)
- Pons bácsi; ford. Benedek Marcell; Révai, Bp., 1919 (Klasszikus regénytár. Új sorozat)
- A hóhér. Az eredeti teljes szöveg és hű fordítása / La bourreau; ford. Siklóssy Pál; Lantos, Bp., 1919 (Kétnyelvű klasszikus könyvtár)
- A félkarú nő. Kis regény; ford. Vécsey Leó; Muzsa, Bp., 1919 (Különös könyvek)

### 1920–1944
- A harmincéves asszony; életrajz Schöpflin Aladár, bev. Szini Gyula, ford. Adorján Sándor; Légrády Ny., Bp., 192? (Az Újság könyvei)
- Grandet Eugénia; ford. Csillay Kálmán, bev. Szini Gyula; Globus, Bp., 192? (Az Újság könyvei)
- A Nucingen ház / Az őrült / Facino Cane; ford. Takács Mária; Világirodalom, Bp., 1920 (Világirodalom könyvtár)
- De Langeais hercegasszony. Regény; ford. Moly Tamás; Athenaeum, Bp., 1920 (Athenaeum könyvtár)
- A házassági szerződés; ford. Neumann Károly; Springer, Bp., 1920
- Szétfoszlott álmok; ford. Kállay Miklós; Táltos, Bp., 1920
- Ferragus; ford. Lányi Viktor; Athenaeum, Bp., 1920 (Olcsó regény)
- Chabert ezredes; ford. Sándor Imre; Bécsi Magyar Kiadó, Wien, 1920 (Regényfüzér)
- Széplányok tündöklése és nyomorúsága, 1-2.; ford. Laczkó Géza; Athenaeum, Bp., 1920 (Athenaeum könyvtár)
- Dráma a tengerparton. Három kis regény; ford. Moly Tamás; Athenaeum, Bp., 1921 (Modern könyvtár)
- A házasélet fiziológiája, vagy Eklektikus filozófiai elmélkedések a házasélet boldogságáról és boldogtalanságáról; ford. Benedek Marcell; Franklin, Bp., 1921 (Emberi színjáték)
- A kurtizánok tündöklése és nyomora, 1-2.; ford. Lányi Viktor; Genius, Bp., 1921 (Nagy írók – nagy írások 1. sorozat)
- Vesztett illúziók. Regény; ford. Benedek Marcell; Genius, Bp., 1922 (Honoré de Balzac összes művei)
- A betörőkirály. Regény; Tolnai Világlapja, Bp., 1922 (Tolnai regénytára)

- Ódon szoba, divatjamúlt világ; ford. Nagy Péter; Táltos, Bp., 1922
- A toursi plébános; ford. Sabján István; Népszava, Bp., 1922
- Jézus Krisztus Flandriában. Legendás elbeszélés; ford. Lányi Viktor; Kner, Gyoma, 1922 (Monumenta literarum)
- Az lidértz; ford. Cornelius Hajós Hajós Kornél; Népszava, Bp., 1922
- Cadignan hercegné titkai; ford. Esty Jánosné; Táltos, Bp., 1922
- A büszke Emília / A Labdázó macska áruház; ford. Berkes Dezső; Világirodalom, Bp., 1923 (Világirodalom könyvtár. Új sorozat)
- A völgy lilioma; ford. Benedek Marcell; Genius, Bp., 1923 (Honoré de Balzac összes művei)
- A homályos ügy / Epizód a rémuralom idejéből; ford. Éber László; Genius, Bp., 1923 (Honoré de Balzac összes művei)

- A három szerelmes; ford. Fürtös Ede; Genius, Bp., 1923 (Honoré de Balzac összes művei)
- A nemoursi örökösök; ford. Szántó Kálmán; Genius, Bp., 1923 (Honoré de Balzac összes művei)
- Két fiatal asszony levelesládája; ford. Benedek Marcell; Genius, Bp., 1923 (Balzac összes művei)
- Tragikus szerelem. Regény; Érdekes Újság, Bp., 1924 (Legjobb könyvek)
- Sarrasine; Tolnai, Bp., 1924 (Tolnai regénytára)
- A vidéki orvos; ford. Bartos Zoltán; Franklin Ny., Bp., 1924 (Külföldi regényírók)
- Chabert ezredes / A gyámság; ford. Benedek Marcell; Genius, Bp., 1924 (Balzac összes művei)
- Egy homályos eset; ford. Moly Tamás; Franklin Ny., Bp., 1924 (Külföldi regényírók)
- Az ismeretlen remekmű; Tolnai, Bp., 1924 (Tolnai regénytára)
- Chabert ezredes; ford. Giczey Györgyné; Globus Ny., Bp., 1925? (Gutenberg kiskönyvtár)
- Honoré de Balzac levelei; vál., ford., bev. Benedek Marcell; Fővárosi, Bp., 1925 (Documenta humana)
- Sarrasine / Facino Cane; ford. Mezey Dénes; Christensen és Tsa, Gutenberg, 1925? (Gutenberg kiskönyvtár)
- A spanyol grand. Az eredeti teljes szöveg és hű fordítása / Le grand d'Espagne; ford. Cz. Toperczer Valéria; Lantos, Bp., 1925 (Kétnyelvű klasszikus könyvtár)
- A Nucingen ház; ford. Szini Gyula; Genius, Bp., 1925 (Honoré de Balzac összes művei)
- Borsos történetek; ford. Forró Pál, Szini Gyula; Nova, Bp., 1925 (Szerelmes századok)
- Pajzán históriák, 1-3.; egybengyűjtötte H. Balzac, ford. Adorján Mihály, a könyv élén szól az olvasóhoz Tróchányi Zoltán; Dante, Bp., 1925
- Isten veled! Regény és novellák; Tolnai, Bp., 1925 (Tolnai regénytára) részlet a szerző Adieu c. regényéből
- Chabert ezredes. Regény; Tolnai, Bp., 1925 (Tolnai regénytára)
- Sivatagi kaland; ford. Várkonyi Nándor; Dunántúl, Pécs, 1926 (Dunántúl-könyvtár)
- A vörös csárda. Regény; Hellas, Bp., 1928 (Érdekes regények)
- A vérbosszú; Otthon, Bp., 1928 (Az Otthon könyvei)
- A bolond marquis. Regény; Hellas, Bp., 1928 (Érdekes regények)
- A harmincéves asszony. Regény; ford. Forró Pál; Légrády, Bp., 1928 (A Pesti Hírlap Díszkönyvtára. A világirodalom új és régi remekei)
- Akik tudtukon kívül komédiások / Történet a rémuralom idejéből; ford. Sztrókay Kálmán, Mezey Dénes; Gutenberg, Bp., 1930 k.
- Szerelem a várromokon, 1-2.; ford. Nagy Péter; Tolnai, Bp., 1928 (Tolnai regénytára)
- Goriot apó. Regény, 1-2; ford. Szegedy Ila; Tolnai, Bp., 1929 (Tolnai regénytára)
- Kispolgárok, 1-4.; ford. Havas Albert, bev. Karinthy Frigyes; Christensen és Tsa–Gutenberg, Bp., 1929 (Balzac mesterművei; A Gutenberg Könyvkiadó Vállalat könyvei)
- Goriot apó, 1-2.; ford. Éber László, bev. Bánóczi László; Gutenberg, Bp., 1929 (A Gutenberg Könyvkiadó Vállalat könyvei)
- Chabert ezredes; ford. Giczey Györgyné, bev. Pünkösti Andor; Gutenberg, Bp., 1930 (A Gutenberg Könyvkiadó Vállalat könyvei)
- Az elhagyott asszony; ford. Adorján Sándor; Gutenberg, Bp., 1930 (A Gutenberg Könyvkiadó Vállalat könyvei)
- Grandet Eugénia; ford. Béry Géza, bev. Ambrus Zoltán; Franklin, Bp., 1930 (Élő könyvek. Külföldi klasszikusok)
- Honorine; ford. Giczey Györgyné, bev. Pünkösti Andor; Gutenberg, Bp., 1930 (A Gutenberg Könyvkiadó Vállalat könyvei)
- A történelem tükre mögött, 1-2.; ford. Havas Albert; Gutenberg, Bp., 1930 (A Gutenberg Könyvkiadó Vállalat könyvei; Balzac mesterművei)
- A Nucingen-ház / Cadignan hercegnő titkai / Sarrasine / Facino Cane; ford. Mezey Dénes; Christensen és Tsa–Gutenberg, Bp., 1930 (A Gutenberg Könyvkiadó Vállalat könyvei; Balzac mesterművei)
- Ursule Mirouet; ford. Csetényi Erzsi; Franklin Ny., Bp., 1930 (Külföldi regényírók)
- Betti néni. Regény, 1-4.; ford. Endrei Zalán; Christensen és Tsa–Gutenberg, Bp., 1930 (Balzac mesterművei)
- Férj-fogás; ford. Margittai Szaniszlóné; Pesti Napló, Bp., 1931 (Kék regények 44.)

- A parasztok. Regény, 1-2.; ford. Németh Andor; Gutenberg, Bp., 1931 (Balzac mesterművei)
- Nőtlen ember otthona; ford. Moly Tamás; Franklin Ny., Bp., 1931 (Külföldi regényírók)
- Átkozott arany; ford. Rácz György; Modern, Bp., 1942
- Goriot apó / Birotteau nagysága és hanyatlása. Jelenetek a párisi életből; ford. Aranyossy Pál; Grill, Bp., 1943 (Grill klasszikus regényei)
- A hóhér márki; Aurora, Bp., 1943
- A kegyes hóhér; Aurora, Bp., 1943
- Az istentagadó; Csongor, Bp., 1943
- A spanyol asszony; Modern Könyv-, Színpadi Zeneműkiadó, Bp., 1943
- A csodálatos énekesnő; Modern Könyvkiadó, Bp., 1943
- Dr. Desplein vallomása. Regény; Bihari Nagy Lajos, Bp., 1943
- Aki holtan gyilkol; Aurora, Bp., 1943
- A tökéletes nő. Regény; Hungária Ny., Bp., 1944 (Napsugár könyvek)
- A vörös csárda; Palatinus, Bp., 1944
- Dráma a tengerparton; Palatinus, Bp., 1944
- Az apa ítél; Csongor, Bp., 1944
- Sivatagi szenvedély; Palatinus, Bp., 1944
- Állhatatos szerelem; Aurora, Bp., 1944
- A szamárbőr; ford. Várady György; Gábor Áron Kiadó, Bp., 1944 (A világirodalom titánjai)

### 1945-től
- Háború után. Regény; ford. Csatlós János; Szikra, Bp., 1947
- Hivatalnokok; ford. Szávai Nándor; Franklin, Bp., 1949 (A világirodalom remekei)
- Balzac Művei. Az emberi színjáték. Erkölcsrajzok. Jelenetek a párizsi életből. Pons bácsi; ford. Kilényi Mária; Franklin, Bp., 1950
- Balzac Művei. Az emberi színjáték. Erkölcsrajzok. Jelenetek a falusi életből. Parasztok; ford. Németh Andor; Franklin, Bp., 1950
- César Birotteau nagysága és bukása. Regény; ford. Lányi Viktor; Szépirodalmi, Bp., 1953
- Elveszett illúziók. Regény, 1-2.; ford. Benedek Marcell, bev. Gyergyai Albert; Szépirodalmi, Bp., 1954 (A világirodalom klasszikusai)
- Goriot apó. Regény; ford. Lányi Viktor; Szépirodalmi, Bp., 1955 (Olcsó könyvtár)
- Pajzán históriák; ford. Adorján Mihály, vál., ford. átdolg. Fónagy Iván; Magyar Helikon, Bp., 1957
- A Nucingen-ház és más elbeszélések; ford. Bartócz Ilona et al.; Európa, Bp., 1957 (Honoré de Balzac művei)
- Eugénie Grandet. Regény; ford. Vázsonyi Endre, utószó Mérei Ferenc; Szépirodalmi, Bp., 1957 (Olcsó könyvtár)
- A szamárbőr. Regény; ford., utószó Rónay György; Szépirodalmi, Bp., 1957 (Olcsó könyvtár)
- Chabert ezredes és más elbeszélések; ford. Bartócz Ilona et al., bev. Réz Pál; Európa, Bp., 1957 (Honoré de Balzac művei)
- A falusi plébános; ford. Somogyi Pál László, jegyz. Nagy Géza; Európa, Bp., 1958 (Honoré de Balzac művei)
- A kispolgár természetrajza; ford., jegyz. Szőllősy Klára, utószó Mészáros Vilma; Magyar Helikon, Bp., 1958
- Huhogók, avagy Bretagne 1799-ben; ford. Pap Gábor, jegyz. Nagy Géza; Európa, Bp., 1958 (Honoré de Balzac művei)
- A tours-i plébános / Pierrette; ford. Bródy Lili, Somogyi Pál László, jegyz. Nagy Géza; Európa, Bp., 1959 (Honoré de Balzac művei)
- Az élet iskolája / Éva lánya; ford., jegyz. Somogyi Pál László; Európa, Bp., 1960 (Honoré de Balzac művei)
- A vidéki orvos; ford. Nagy Géza, jegyz., utószó Somogyi Pál László; Európa, Bp., 1960 (Honoré de Balzac művei)
- Veszélyes örökség. Regény; ford. Szávai Nándor, jegyz. Somogyi Pál László; Európa, Bp., 1961 (Honoré de Balzac művei)
- A rejtély / Albert Savarus; ford., jegyz. Somogyi Pál László; Európa, Bp., 1962 (Honoré de Balzac művei)
- Betti néni. Regény; ford. Réz Ádám, jegyz. Somogyi Pál László; Európa, Bp., 1962 (Honoré de Balzac művei)
- Gobseck / Goriot apó; ford. Déry Tibor, Lányi Viktor, bev. Dániel Anna, jegyz. Somogyi Pál László; Európa, Bp., 1963 (A világirodalom klasszikusai)
- Eugénie Grandet / Házassági szerződés; ford. Vázsonyi Endre, Bajomi Lázár Endre, jegyz. Somogyi Pál László; Európa, Bp., 1963 (Honoré de Balzac művei)
- A megye múzsája / Az arcisi képviselő; ford., jegyz. Somogyi Pál László; Európa, Bp., 1963 (Honoré de Balzac művei)
- A kalandor. Regény; ford. Déry Tibor; Európa, Bp., 1964 (Honoré de Balzac művei)
- Hivatalnokok. Regény; ford. Szávai Nándor, jegyz. Somogyi Pál László; Európa, Bp., 1964 (Honoré de Balzac művei)
- A Vörös vendégfogadó; ford. Gyergyai Albert; Szépirodalmi, Bp., 1967 (Képes regénytár)
- Az aranyszemű lány; ford. Rónay György, jegyz. Somogyi Pál László, Szávai Nándor; Magyar Helikon–Európa, Bp., 1969
- A Tizenhármak története. Regénytrilógia / Langeais hercegnő / Ferragus / Az aranyszemű lány; ford. Lányi Viktor, Déry Tibor, Rónay György, utószó Bajomi Lázár Endre; Európa, Bp., 1973 (A világirodalom remekei)
- Eugénie Grandet; ford. Bognár Róbert / A harmincéves asszony; ford. Szávai Nándor; Európa, Bp., 1976
- Az ismeretlen remekmű; ford. Réz Ádám; Magyar Helikon, Bp., 1977
- Modeste Mignon; ford. Rónay György, utószó Barta András; Szépirodalmi, Bp., 1978 (Olcsó könyvtár)
- Sivatagi szenvedély. Válogatott kisregények és elbeszélések; vál., szerk., jegyz. Tabák András, ford. Bartócz Ilona et al.; Zrínyi, Bp., 1986 (Zrínyi-zsebkönyvek)
- Emberi színjátékunk. Balzac aforizmái; vál., szerk., utószó, Éles Csaba; Holnap, Bp., 1990 (Vízöntő könyvek)
- Mercadet, a pénz királya. Komédia három felvonásban; ford. Örvös Lajos; Littera Nova, Bp., 1998 (fr. címe Le faiseur)
- Goriot apó; ford. Bíró Péter; Akkord, Bp., 2012 (Talentum diákkönyvtár)

### Balzac összes művei, 1–10.(1962–1964)
Emberi színjáték, 1–10.; szerk. biz. Gyergyai Albert, Rónay György, Szávai Nándor; Magyar Helikon, Bp., 1962–1964 (Balzac összes művei)
- 1. Erkölcsi tanulmányok. Jelenetek a magánéletből, 1.; ford. Somogyi Pál László et al., jegyz. Somogyi Pál László, Szávai Nándor
- 2. Erkölcsi tanulmányok. Jelenetek a magánéletből, 2.; ford. Déry Tibor et al.; 1962
- 3. Erkölcsi tanulmányok. Jelenetek a magánéletből, 3. / Erkölcsi tanulmányok. Jelenetek a vidéki életből. 1.; ford. Somogyi Pál László et al.; 1963
- 4. Erkölcsi tanulmányok. Jelenetek a vidéki életből, 2.; ford. Benedek Marcell et al; 1963
- 5. Erkölcsi tanulmányok. Jelenetek a párizsi életből, 1.; ford. Lányi Viktor, Déry Tibor; 1963
- 6. Erkölcsi tanulmányok. Jelenetek a párizsi életből, 2.; ford. Dániel Anna et al.; 1963
- 7. Erkölcsi tanulmányok. Jelenetek a párizsi életből, 3.; ford. Rónay György et al.; 1964
- 8. Erkölcsi tanulmányok. Jelenetek a falusi életből. 1.; ford. Németh Andor et al.; 1964
- 9. Filozófiai tanulmányok; ford. Rónay György et al.; 1964
- 10. Filozófiai tanulmányok, 2. / Elemző tanulmányok; ford. Kolozsvári Grandpierre Emil et al., utószó Köpeczi Béla, bibliogr. Bak János; 1964

## Szakirodalom
- Gaetan Picon: Balzac
- Stefan Zweig: Balzac
- André Maurois: Prométheusz vagy Balzac élete
- Pierre Barbéris: Balzac – egy realista mitológia
- Roland Barthes: S/Z

## Balzac-kal kapcsolatos filmek
- 1999-ben Gérard Depardieu, Virna Lisi, Fanny Ardant és Jeanne Moreau főszereplésével készült egy kétrészes film Balzacról, melyet Josée Dayan rendezett.